# Каценеленбоген, Давид-Тевель Герцелевич

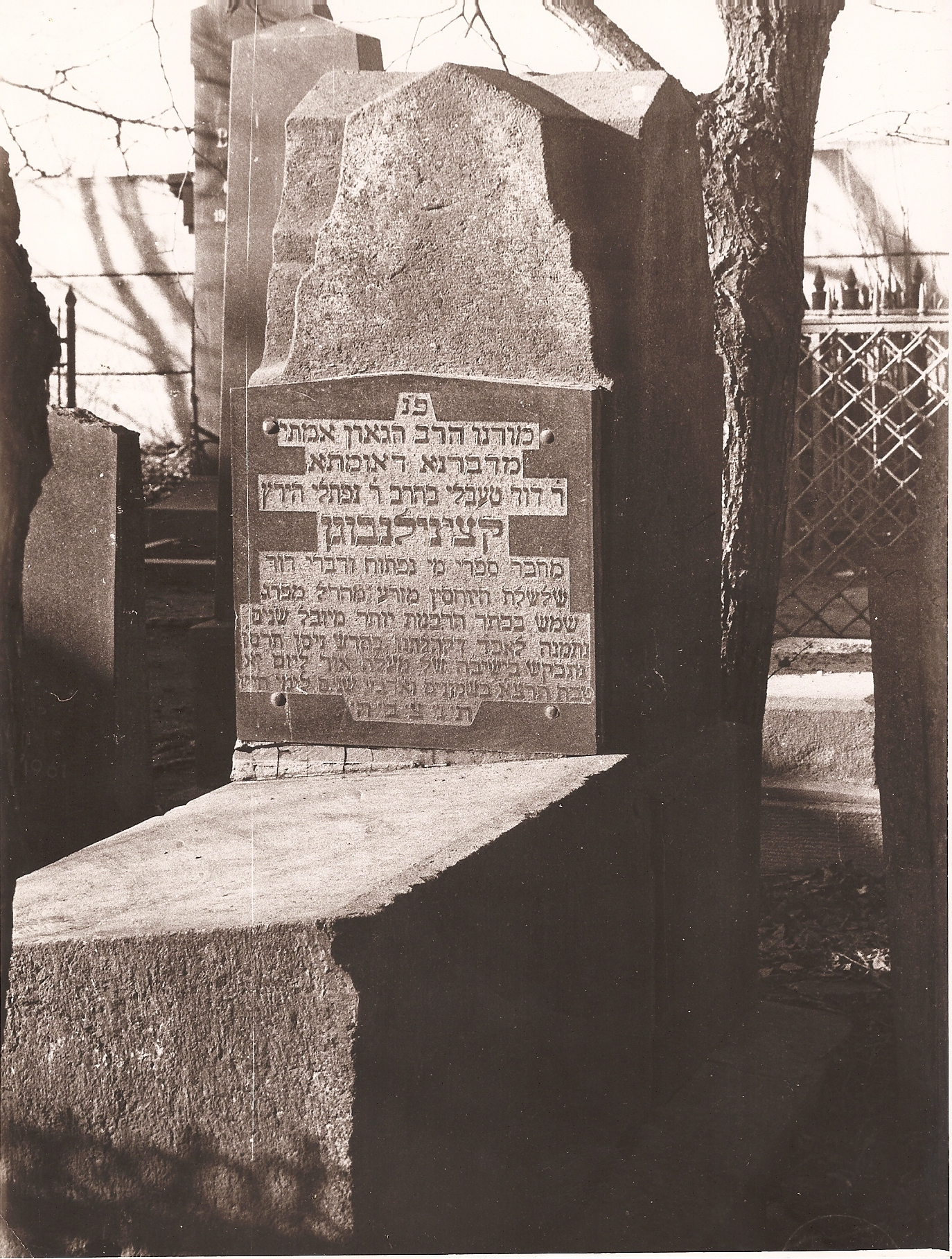
Надгробие на еврейском кладбище в Санкт-Петербурге

Давид-Тевель (Тувий) Герцелевич Каценеленбоген (1847, Таураге — 30 декабря 1930, Ленинград) — главный раввин Санкт-Петербурга и Ленинграда с 1908 года.

## Биография
Родился в Ковенской губернии. По линии отца является потомком Махараля из Праги. В детстве учился у своего отца — раввина Нафтоли Хирша, который служил даяном в Таураге. Затем учился в раввинской семинарии в Вильне. Ещё с детства показал выдающиеся способности и считался «илуем». В 19 лет написал комментарии к Иерусалимскому Талмуду. В 20-летнем возрасте стал раввином города Вирбалис. С 1894 по 1907 год занимал должность раввина города Сувалки, где находилась большая еврейская община. В 1908 году получил назначение на должность раввина хоральной синагоги Санкт-Петербурга. Эта должность сделали его одним из наиболее влиятельных раввинов в Российской империи. Каценельбоген стал также официальным представителем евреев при правительстве России. Он председательствовал на конференции раввинов в Вильно в 1909 году. После Октябрьской революции начал подвергаться преследованием, в том числе из-за отказа выступить в прессе с отрицанием преследования религии в Советском Союзе. В 1923 году выпустил свою основную книги «Мааян Мей Нафтоах» — новеллы на трактат «Иевамот» и через 5 лет «Диврей Давид» — сборник его проповедей. Умер 30 декабря 1930 года в Ленинграде. Похоронен на Преображенском еврейском кладбище.

## Семья
Был женат дважды, и у него родилось 11 детей. Двое его сыновей (Саул Давидович Каценеленбоген и Герц Давидович Каценеленбоген) были в 1938 году осуждены за религиозную деятельность: один сын был расстрелян, а другой закончил свои дни в лагерях в 1942 году. Сын и дочка репатриировались в Израиль.
- зять: академик АМН СССР Владимир Ильич Иоффе (1898—1979).

## Деятельность как лидера еврейской общины
Раввин Каценеленбоген смог отменить в 1909 году запрет на шхиту в Финляндии. Во время Первой мировой войны участвовал в руководстве организации ЕКОПО (еврейский комитет помощи жертвам войны) по организации помощи еврейским солдатам и снабжению их кошерными продуктами.